# Gens Publilia

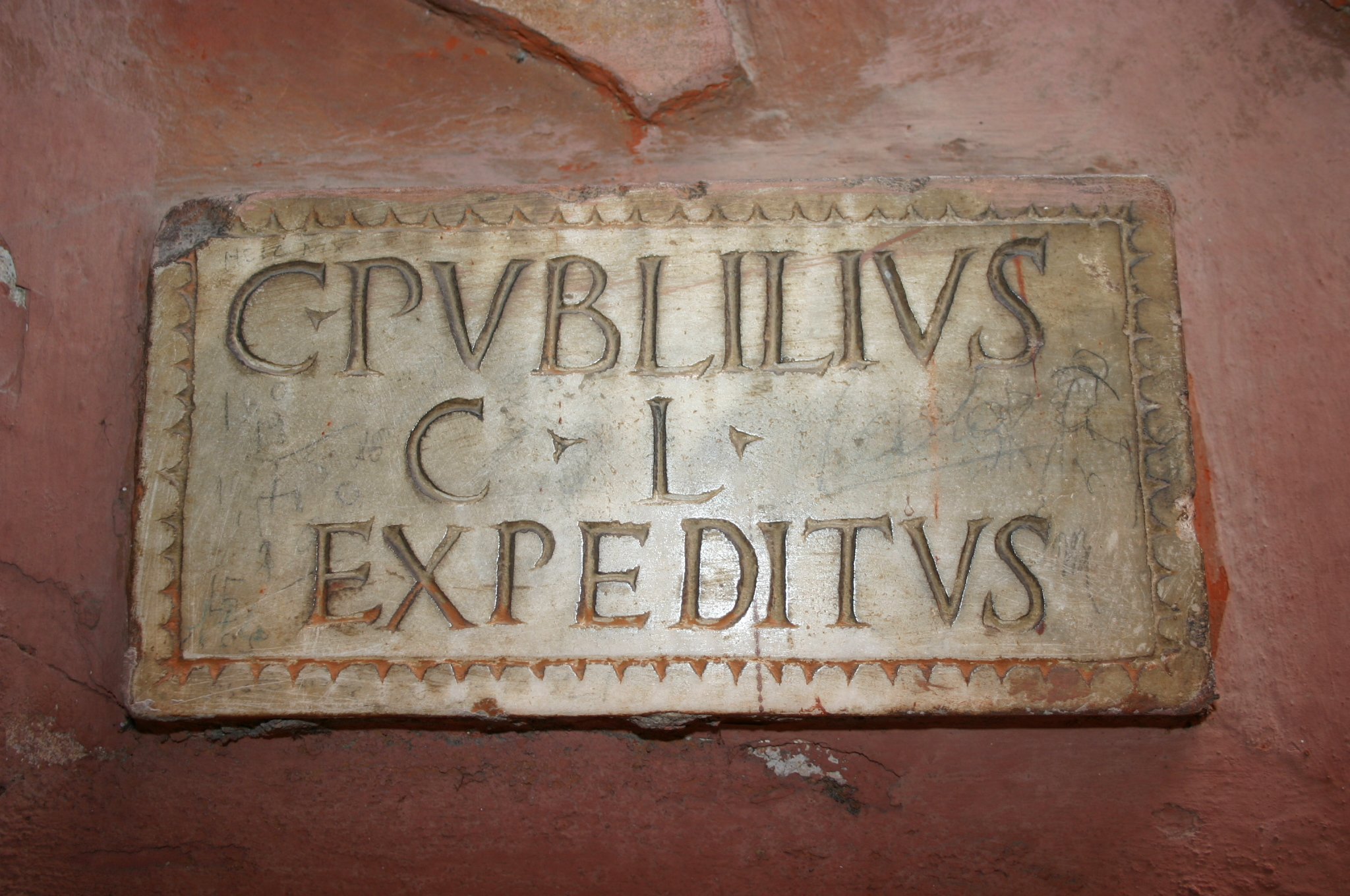
San Silvestro in Capite en Roma, muro del vestíbulo del patio: Lápida romana antigua del liberto Cayo Publilio Expedito. (Fotografía de Giovanni Dall'Orto, 11 de abril de 2008).

La gens Publilia, a veces escrita Poblilia, fue una familia plebeya de la Antigua Roma. Los miembros de esta gens son mencionados por primera vez en las primeras décadas de la República romana. 
La lex Publilia Voleronis, aprobada por Volerón Publilio, tribuno de la plebe en 471 a. C., fue un hito importante en la lucha entre patricios y plebeyos. Aunque los Publilios aparecen a lo largo de la historia de la República, la familia se desvaneció en la oscuridad alrededor de la época de las Guerras Samnitas y ya nunca volvió a alcanzar posiciones prominentes en el estado romano.

## Origen de lagens
El nomen Publilio (Publilius) es un apellido patronímico basado en el praenomen latino Publio (Publius), con el que es frecuentemente confundido.

## Praenomina
Los praenomina utilizados por los Publilios incluían, Volerón, Lucio, Quinto, Cayo o Tito. Todos fueron muy comunes a lo largo de la historia romana, excepto el caso de Volerón. Los Publilios importantes fueron la única familia que hizo uso de ese nombre.

## Ramas ycognomina
La única familia inconfundible de los Publilios bajo la República llevaba el cognomen Filón (Philo), del griego antiguo "amar". Un miembro de esta familia llevaba el apellido adicional Volsco (Volscus), presumiblemente por algún hecho relacionado con los volscos.

## Miembros de la familia
Esta lista incluye praenomina abreviados.

### Los Publilios Filones
- Volerón Publilio, distinguido veterano, fue maltratado por los cónsules del 473 a. C., y después de que se conociera su situación, fue elegido como uno de los tribunos de la plebe. Dos años más tarde, aprobó la lex Publilia Voleronis, transfiriendo la elección de los tribunos de los comitia centuriata a los comitia tributa, y aumentó el número de tribunos a elegir cada año de dos a cinco.[3][4][5][6]
- Lucio Publilio Vol. f. (Filón), hijo del célebre tribuno de la plebe Volerón Publilio, y padre de los tribunos consulares Lucio y Volerón.[7]
- Lucio Publilio L. f. Vol. n. Volsco Filón, tribuno consular en 400 a. C.[8][7]
- Volerón Publilio L. f. Vol. n. Filón, tribuno consular en 399 a. C.[9][7]
- Quinto Publilio Filón, abuelo de Quinto Publilio Filón, cónsul cuatro veces durante el período de las Guerras Samnitas.[7]
- Quinto Publilio Q. f. Filón, padre de Quinto Publilio Filón, cuatro veces cónsul.[7]
- Quinto Publilio Q. f. Q. n. Filón, cónsul en 339 a. C., derrotó a los latinos y recibió un triunfo. El mismo año, fue nombrado dictador y consiguió que se aprobara la lex Publilia Philonis, aumentando aún más la igualdad política de los plebeyos. Fue el primer pretor plebeyo en 335 a. C., magister equitum en el mismo año y censor en 332 a. C. Cónsul por segunda vez en 327 a. C., asedió Palépolis, capturándola como primer procónsul en 326 a. C., y recibió un triunfo por segunda vez. En su tercer consulado en el 320 a. C., derrotó a un ejército samnita para rescatar al ejército de su colega. Fue cónsul por cuarta vez en 315 a. C.[7][10][11][12]
- Lucio Publilio Filón, cuestor en c. 102 a. C. Su nomen es incierto y podría ser Veturio.[13]

### Otros Publilios
- Quinto Publilio, uno de los triumviri mensarii nombrados en 352 a. C.[14]
- Cayo Publilio, un joven que se convirtió en un "nexus" para asegurar las deudas de su padre. Fue maltratado por el acreedor, Lucio Papirio, cuyo comportamiento escandaloso llevó a la aprobación de la lex Poetelia Papiria del 326 a. C., aboliendo la servidumbre por deudas para los nexi.[15][16]
- Tito Publilio, uno de los primeros plebeyos que llegó a convertirse en augur con la aprobación de la lex Ogulnia en 300 a. C., que permitía que los plebeyos ocupasen ese cargo.[17]
- Cayo Publilio, cuestor en 146 a. C., emitió monedas bajo las órdenes del cónsul Lucio Mumio en Macedonia.[18]
- Publilia, segunda esposa de Cicerón. Cuando se divorciaron en el 45 a. C., Cicerón se esforzó en negociar el reembolso de su dote.[19]
- Publilio, cuñado de Cicerón, con quien el orador se vio obligado a negociar el reembolso de la dote de su esposa.[19]
- Publilio, poeta cómico, de quien solo es citado en una sola línea por Nonio. Quizás sea la misma persona que Publilio Siro.[20]
- Publilio Siro, a veces encontrado como Publio Siro, un liberto, que ganó fama en Roma escribiendo y actuando en las populares pantomimas. También fue autor de una serie de sententiae, una colección de máximas, proverbios y aforismos.
- Lucio Publilio Celso, cónsul sufecto en el 102, cónsul ordinario en 113. Fue ejecutado por Adriano en 118.